# 加州大學洛杉磯分校-南加州大學競爭

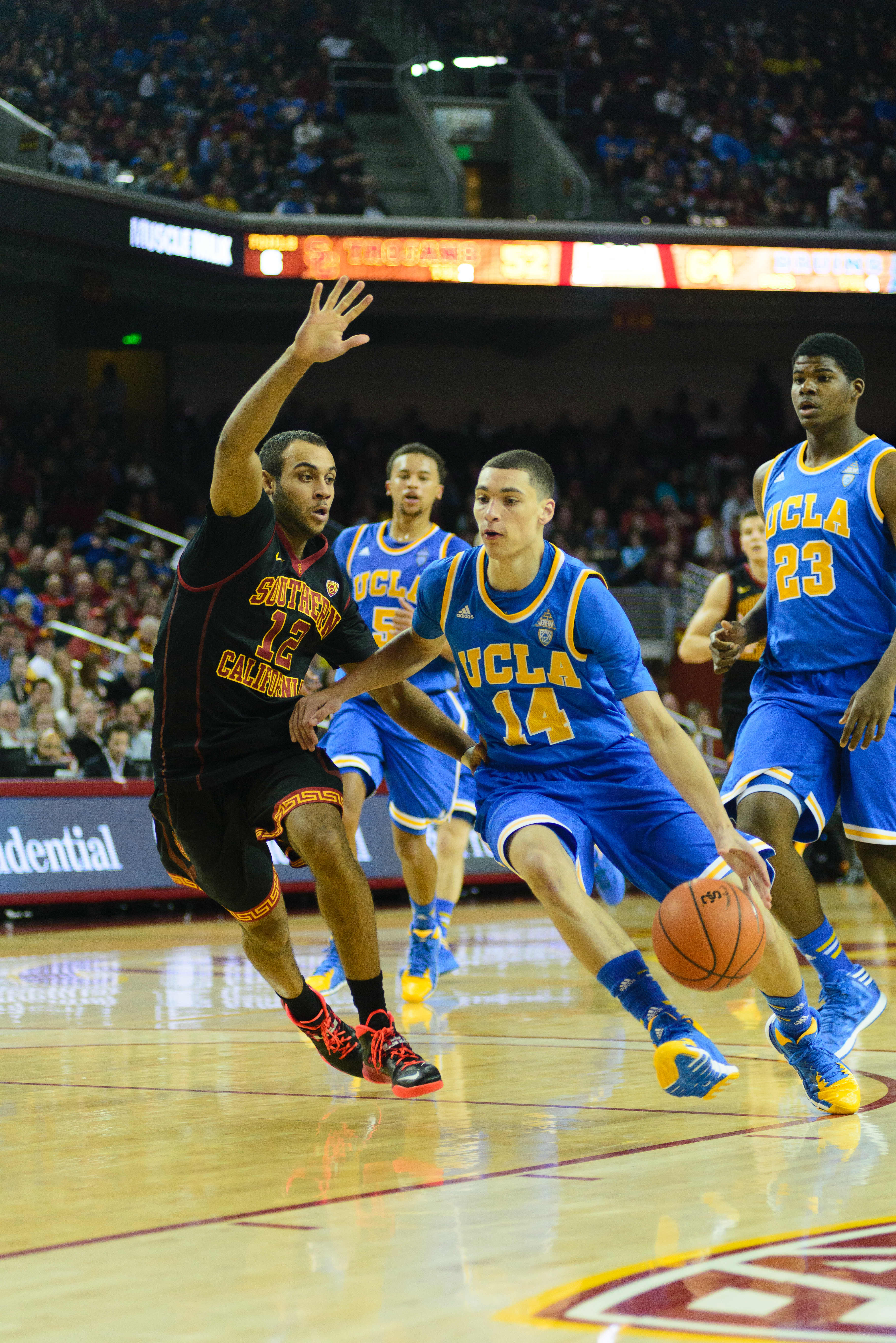
加州大学洛杉矶分校棕熊队的扎克·拉文对阵南加州大学特洛伊队

加州大学洛杉矶分校-南加州大学竞争（UCLA–USC rivalry）是位於美國加州洛杉磯的南加州大學（USC）與洛杉磯加州大學（UCLA）的大學競爭，在運動競賽上，兩間大學都是全國大學體育協會(NCAA) 第一類組而且在同一個城市裡，兩間校園僅相差10英里，而兩間學校的校友和學生的在各領域的相互較勁更是家常便飯，堪稱是全美大學競爭中相當著名的例子。

## 運動競爭

### 美式足球

#### 比賽頭銜
UCLA-USC足球比賽又被喻為"洛杉磯冠軍賽"、"跨城對決"、"洛城之戰"，但通常來說稱為跨城競爭。

#### 賽前活動
在UCLA，賽前一週稱為"痛宰南加大週"（官方名稱為藍金週）。
在USC則稱為"特洛伊週"或更常聽到"征服週"。
賽前一週兩間學校均會在各自的校園內舉辦許多活動以提升自己學校士氣，活動內容包含遊行、營火、儀隊表演與演唱會。
在USC-UCLA足球比賽前的禮拜四，USC校園舉辦的 征服!"完美的特洛伊人經驗"將結合運動、學術、傳統、校魂呈現給近萬名的南加大師生、校友與員工們。
然而兩間學校都會採取一些措施防止校園內的象徵物被惡搞，USC會將Tommy Trojan銅像用灰膠紙包住，而UCLA則將Bruin小熊銅像藏起來，並寫上大大的標語-"Bruin熊正在冬眠，痛宰南加大"，並有一群學生在Bruin廣場扎營，已表保護銅像不被漆上敵對學校的顏色。

#### 勝利鐘
重达295磅的鐘，原本装载南太平洋铁路的火车头上，在1939年代表校友会的礼物送给UCLA全体学生。在两个赛季中，当小熊(Bruin)达点后，UCLA啦啦队长就会敲响此鐘，在1941年UCLA公开赛时，六名USCSigEp会员（也是特洛依骑士成员）潜入小熊的大本营，并且用卡车将鐘偷偷载走，他们将鐘藏起来并且躲过UCLA学生的视线超过一年，起初藏在SigEp地下室里，然后好莱坞山、圣安娜和其他地方，甚至有时藏在干草堆里，小熊千方百计的想找出鐘，但都徒劳无功。
直到1942年，这场风波才平息下来，当胜利钟的照片刊在USC杂志"The Wampus,"上时，引起了轩然大波，UCLA的学生朝USC的特洛依铜像Tommy Trojan喷漆，而USC的学生也不甘示弱的回敬在UCLA的草皮上烧出USC的缩写，让警方不得不数次警告，最后，这场冲突在USC校长Dr. Rufus B. von Kleinsmid威胁下—如果再发生紊乱将取消USC-UCLA的比赛，终于停止了纷争。
1942年11月12日,胜利鐘用轮子载到特洛依铜像Tommy Trojan前，双方学生代表—USC的Bill McKay 和 UCLA的 Bill Farrer—签署了协议书，同意往后年度的特洛依-小熊足球比赛的优胜者，随后的一年可以保有此鐘，也就是说，此鐘留在该年比赛胜利的学校，随后、USC的校友会付给UCLA的校友会一半鐘的费用。
当时的协议看似不利于小熊，因为他们从未打败过USC，但在第一年的比赛,1942年,UCLA狠狠的痛击USC，14比7。
USC总共赢得7个足球赛季的胜利鐘，在主场比赛时，无论是在玫瑰杯USC对上UCLA，前四分之三局时，胜利鐘会摆在球场边，当特洛依得分时，特洛依骑士和 USC Helenes将敲响胜利鐘。

#### 歷屆勝負
結至2006賽季，USC縱共贏得了41次勝利，而UCLA有28次，7次平手。

#### 連勝紀錄
USC持有勝利鐘7年，從1999到2005，這USC最長的連勝紀錄直到2006年被UCLA打破，而這項連勝紀錄則是緊接在UCLA的最長連勝紀錄之後（從1991到1998的八連勝）。

## 其他競爭
男女朋友之间的竞争

## 外部連結
1. ↑  .   [2007-10-07]. （原始内容存档于2007-08-01）.